# Gerrit Veldheer
Gerrit Veldheer (Haarlem, 29 augustus 1857 – Heemstede, 7 november 1950) was een Nederlands beeldhouwer.

## Leven en werk
Veldheer was een zoon van timmerman Jan Veldheer (1818-1881) en Johanna Elisabeth van Bommel (1820-1909). Hij was een achterneef van de schilder Jaap Veldheer. Veldheer werd opgeleid in Haarlem bij de uit Antwerpen afkomstige beeldhouwers Jean en François Geysen. Hij was werkzaam op diverse ateliers en was van 1882 tot 1890 uitvoerder voor onder anderen Johannes Franse en als zodanig betrokken bij de bouw van het frontispice van het Concertgebouw in Amsterdam (1886-1887). Later maakte hij als zelfstandig beeldhouwer ornamenteel beeldhouwwerk voor gebouwen in Haarlem en omgeving in samenwerking met architect A.L. Van Gendt.
Hij trouwde in 1884 met Elisabeth Maria van den Heuvel, uit dit huwelijk werd beeldhouwer Joop Veldheer geboren. Gerrit Veldheer overleed in 1950, op 93-jarige leeftijd. Hij werd begraven op de Algemene Begraafplaats Kleverlaan.

## Werken (selectie)
- 1893 gedenksteen ter gelegenheid van het 150-jarig bestaan van Joh. Enschedé, Klokhuisplein, Haarlem. Ontworpen door Van Gendt.
- 1895 grafmonument van J.B. van Meere, begraafplaats Jaffa in Delft. In samenwerking met steenhouwer C.J. Koper.
- 1895-1897 ornamenteel beeldhouwwerk voor de Nederlands Hervormde Kerk (Schagen) van Van Gendt.
- 1903 ornamenteel beeldhouwwerk voor de christelijke school, Bakenessergracht in Haarlem.
- 1905-1906 bouwbeeldhouwwerk in zandsteen voor het luthers weeshuis in Haarlem, naar ontwerpen van Tjipke Visser.
- 1909 ornamenteel beeldhouwwerk voor lunchroom Rusthoek, Bloemendaal.
- 1909 beeldhouwwerk aan woonhuis van fabrikant Jurgens, Nijmegen.
- 1911-1912 ornamenteel beeldhouwwerk voor het raadhuis van Zandvoort van architect Joh. Jansen.

- Biografisch Portaal: 78333315
- RKD-Nederlands Instituut voor Kunstgeschiedenis: 346578